# 馬自達流
馬自達流（日语：マツダ・流〔ながれ〕；Mazda Nagare）是一款概念車，於2006年美國洛杉磯車展（Greater Los Angeles Auto Show，現已改稱LA Auto Show）正式對外發表。馬自達設計師勞倫斯·范·登·阿克爾（Laurens van den Acker）及其設計團隊在創造這輛車前，特別針對自然界的「流動」元素及其影響下工夫研究。如同其名「流」所表達，這款概念車的車型非常流線，車身側面採用波浪紋的設計。駕駛座與儀表控制設計在車身正中央，後面則規畫了三人乘坐的空間。由於長軸距的關係，車門開啟方式為上掀式，猶如羽翼般的視覺感受。
這款概念車擘劃了往後該品牌量產車的設計走向，譬如第三代馬自達5、第三代馬自達8與第二代馬自達3在車身外觀上都融入了「流動」的概念，具有年輕朝氣的氣息。

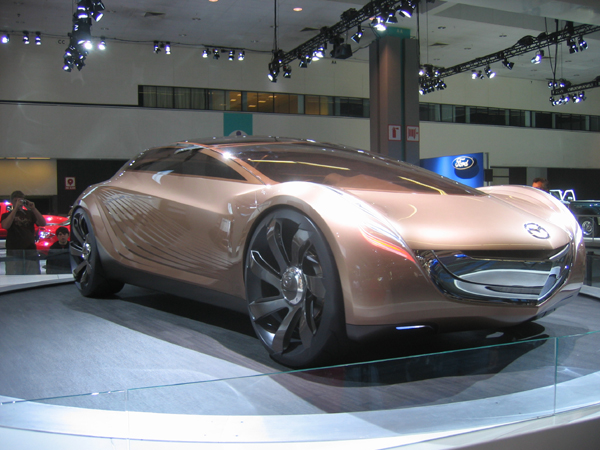
車頭
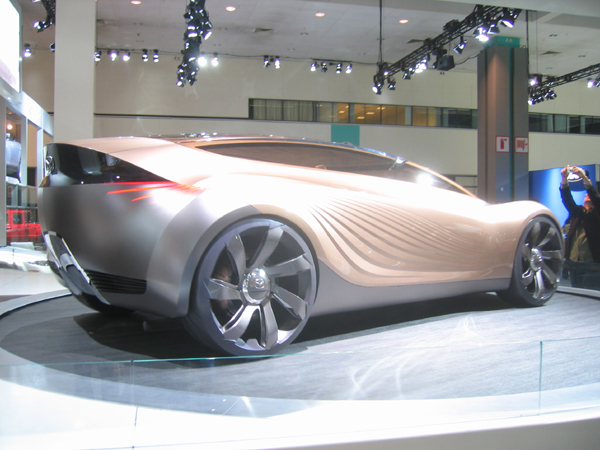
車尾

## 外部連結
- （英文）馬自達官方新聞稿 （页面存档备份，存于）